# Gabriela Kubatová
Gabriela Kubatová, coniugata Lešková (Kežmarok, 26 maggio 1984), è un'ex cestista slovacca.

## Carriera
Con la Slovacchia ha disputato due edizioni dei Campionati europei (2011, 2013).